# Festival de Bonaguil

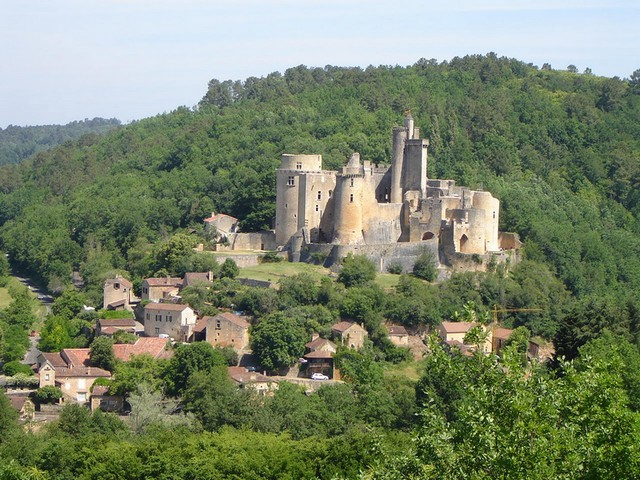
Bonaguil

Le Festival de Bonaguil est un festival français qui se déroule comme son nom l'indique dans le château de Bonaguil (près de Fumel Lot-et-Garonne, région Nouvelle-Aquitaine) et au théâtre de la Nature de Fumel. Lancé en 1962 à l’initiative de Manolo et Antonio Ruiz-Pipo, il est aussi appelé Festival de Bonaguil-Fumel.

## Historique
Au début, c'était un festival de musique, jusqu'en 1985 où le théâtre fit son entrée avec L'Avare joué par les Baladins en Agenais ; en 1997, avec l’arrivée de Nicolas Briançon, il devient uniquement théâtral.
En 2016, Frédéric Bernhard devient directeur artistique du festival.

## Programmation
2013 entre autres : Secret de guerre de Francis Huster, avec Francis Huster et Yves Le Moign’, ensemble et séparément une comédie de Françoise Dorin avec Jean Piat et Marthe Villalonga.